# 12519 Pullen
12519 Pullen eller 1998 HH55 är en asteroid i huvudbältet som upptäcktes den 21 april 1998 av LINEAR i Socorro County, New Mexico. Den är uppkallad efter Sarah Adele Pullen.